# ミティエリ・ツイナカウヴァドラ
ミティエリ・ツイナカウヴァドラ（Mitieli Tuinakauvadra、1999年1月20日 - ）は、オーストラリア出身のラグビーユニオン選手。

## 略歴
2019年、セントジョセフカレッジ ハンターヒル高校卒業後、帝京大学に入る。
2023年、帝京大学卒業後、NECグリーンロケッツ東葛に加入。同年12月9日に行われたJAPAN RUGBY LEAGUE ONE第1節浦安D-Rocks戦にて途中出場でリーグワン公式戦初出場を果たした。
2025年5月、NECグリーンロケッツ東葛を退団。